# スタートレックに登場した異星人の一覧
スタートレックに登場した異星人の一覧（スタートレックにとうじょうしたいせいじんのいちらん）は、特撮テレビドラマ『スタートレック』シリーズに登場した異星人の一覧である。
（）内は登場作品を表す。TOS:『宇宙大作戦』、TAS:『まんが宇宙大作戦』、TMP:映画『スタートレック』、TNG:『新スタートレック』、DS9:『スタートレック:ディープ・スペース・ナイン』、VOY:『スタートレック:ヴォイジャー』、ENT:『スタートレック:エンタープライズ』、DSC:『スタートレック:ディスカバリー』、LD:『スタートレック:ローワー・デッキ』、PIC: 『スタートレック:ピカード』、SNW: 『スタートレック:ストレンジ・ニュー・ワールド』。

## 作品別
- 宇宙大作戦に登場した種族
- 新スタートレックに登場した種族
- スタートレック:ディープ・スペース・ナインに登場した種族
- スタートレック:ヴォイジャーに登場した種族
- スタートレック:エンタープライズに登場した種族
- スタートレック:ディスカバリーに登場した種族
- スタートレック:ピカードに登場した種族

『Star Trek Online』に登場する種族についてはStar Trek Onlineを参照。

## 英数字
- 10-C (DSC)
- Q（TNG、DS9、VOY、LD、PIC） - 高次元生命体

## あ行
- アイコニア人（TNG、DS9）
- アカマー人(TNG)
- アクサナール人（ENT）
- アグラッサ人（DS9）
- アポロ（TOS) - 高次元生命体
- アルソーリア人（VOY）
- アルマス (TNG)
- アンゴシア人(TNG)
- アンタラン人(ENT)
- アンドリア人（TOS、TNG、ENT、DSC、SNW）
- イーライ人（VOY）
- イリリア人 (SNW)
- ヴァードワー人（VOY）
- ヴァーロ族（VOY）
- ヴァスカン人（VOY）
- ヴィディア人（VOY）
- ヴォス人（VOY）
- 宇宙水晶体(TNG)
- エヴォラ人 （STX）
- エコス人（TOS)
- エタニアン人（VOY）
- エナラ人（VOY）
- エル・オーリア人（TNG、TMP、PIC）
- エレージア人（DS9）
- オカンパ人（VOY）
- オリオン人（英語版）（TOS、ENT、DSC、LD）
- オルガニア人（TOS、ENT） - 高次元生命体
- オルナラ人(TNG)

## か行
- カイト人（TAS、LD）
- カーデシア人（TNG、DS9、VOY）
- カターリア人
- カターン人（TNG）
- 可変種 (DS9, PIC)
- ガムトゥ
- ガラマイト人 (DS9)
- カラマレイン(TNG) - ガス状生命体
- カレマ人（DS9）
- 管理者（VOY） - 高次元生命体
- キリアン人（VOY）
- クアラ人（VOY）
- クイジャン人 (DSC)
- クジン人[1]（TAS、LD）
- クタリア人（TNG、DS9、VOY）
- グラゼライト人 (DS9)
- グリゼラス人（TNG）
- クリタサン人(ENT)
- クリンゴン人（TOS、TAS、TNG、DS9、VOY、ENT、TMP、DSC、LD）
- クレイディー人（VOY）
- クレニム人（VOY）
- ケイゾン人（VOY）
- ケルピアン人 (DSC)
- ケルラン人 (DSC)
- ケンタウルス人
- コイノニア人（TNG 53話）
- コーマー人（VOY）
- コール人（VOY）
- ゴーン人（TOS、TAS、ENT、SNW）

## さ行
- サイカラ人（VOY）
- サイセリア人(TNG)
- ザクドーン人 (TNG)
- ザヒアン人 (DSC)
- ザルコン人(TNG)
- ジェムハダー（DS9）
- シェリアク人(TNG)
- シカリス人（VOY）
- シャリアック人（TNG）
- ズィンディ(ENT)
- スクリーア人（DS9）
- スリバン人(ENT)
- 生命体8472（VOY） - 別宇宙の種族
- センケチ
- ソーナ人（ST9）
- 創始者 (TNG, DSC)
- 創設者 (DS9, PIC)
- ソリア人（ENT、TOS）
- ソーリア人 (TMP、DSC)

## た行
- ダウド人(TNG) - 高次元生命体
- タカラ人(TNG)
- タクタク（VOY）
- タマリア人（TNG)
- タラクシア人（VOY）
- タレージア人（VOY）
- タロス人 (TOS, DSC)
- チャルナ人(TNG)
- デヴィディア人(TNG) - 高次元生命体
- デヴォア人（VOY）
- デネブ人
- デノビュラ人 (ENT)
- テラライト人（TOS、ENT、DSC）
- デルタ人（TMP）
- テンダー人(ENT)
- ドサイ人（DS9）
- トスク人（DS9）
- トリル人（TNG、DS9、DSC）
- トレイブ人（VOY）

## な行
- ナイジアン人（VOY）
- ナギラム(TNG) - 高次元生命体
- ニーズー人（VOY）
- ニューミリ人（VOY）
- ノーシカン人(TNG、DS9、VOY、ENT)

## は行
- パー・レイス（DS9） - 高次元生命体
- ハーコニア人（VOY）
- バーザン人 (DSC)
- バイナー人（TNG）
- バウル人 (DSC)
- パクレド人（TNG)
- ハシュノック人(TNG)
- パラーガ人(ENT)
- バルカン人（ヴァルカン人）（TOS、TAS、TNG、DS9、VOY、ENT、TMP、DSC、LD、PIC、SNW）
- ヒューピリアン人（DS9）
- ヒューピリア人（DS9）
- ヒロージェン（VOY）
- フェレンギ人（TNG、DS9、VOY、ENT、LD）
- ブリーン人（DS9、DSC）
- ブレッカ人(TNG)
- ブレナーリ人（VOY）
- プロミリア人(TNG)
- ベイジョー人（TNG、DS9、VOY、DSC）
- ベタゾイド人（TNG、DS9、VOY、TMP、PIC）
- ベテルギウス人
- ベニーン人（VOY）
- ベンザイト人
- ボーグ
- ボーサ人（VOY）
- ボーマー人（VOY）
- ボリア人（TNG、DS9、VOY）
- ホルタ（TOS）
- ボルタ人（DS9）

## ま行
- マイクロブレイン(TNG) - 高次元生命体
- マイザー人(TNG)
- マジャリス人 (SNW)
- マリ人（VOY）
- マルリア人（TOS、ENT）
- マロン人（VOY）
- ミノス人（TNG）
- ミンタカ人(TNG)
- メトロン人（TOS）
- メリディア人（DS9）
- メンサー星人(TNG)

## や行
- 預言者（DS9） - 高次元生命体

## ら行
- ライサ人 (DS9, DSC)
- ライジェル人
- ルリアン人（DS9）
- レシア人（DS9）
- レムス人（TMP、ENT）
- ロミュラン人（TOS、TNG、DS9、VOY、ENT、TMP、DSC、PIC、SNW）

## わ行
- ワディ人（DS9）

## 異星人以外の種族（地球由来など）
- 永遠の守護者（TOS、DSC） - 正体は不明
- シンス - 人工生命
- タカヤクジラ
- テラン人（TOS、DS9、ENT、DSC） - 並行宇宙の地球人[2]
- バンドウイルカ
- 優性人類（TOS、TMP、ENT） - デザイナーベビー